# Municipio de Biggsville
El municipio de Biggsville (en inglés: Biggsville Township) es un municipio ubicado en el condado de Henderson en el estado estadounidense de Illinois. En el año 2010 tenía una población de 552 habitantes y una densidad poblacional de 5,8 personas por km².

## Geografía
El municipio de Biggsville se encuentra ubicado en las coordenadas 40°50′49″N 90°50′54″O / 40.84694, -90.84833. Según la Oficina del Censo de los Estados Unidos, el municipio tiene una superficie total de 95.12 km², de la cual 94,96 km² corresponden a tierra firme y (0,17 %) 0,16 km² es agua.

## Demografía
Según el censo de 2010, había 552 personas residiendo en el municipio de Biggsville. La densidad de población era de 5,8 hab./km². De los 552 habitantes, el municipio de Biggsville estaba compuesto por el 98,19 % blancos, el 0,18 % eran afroamericanos, el 0,18 % eran amerindios, el 0,54 % eran de otras razas y el 0,91 % eran de una mezcla de razas. Del total de la población el 1,27 % eran hispanos o latinos de cualquier raza.